# Deutsche Leichtathletik-Hallenmeisterschaften 1958
Die fünften Deutschen Leichtathletik-Hallenmeisterschaften fanden am 1. März 1958 in der Westfalenhalle in Dortmund statt. Gelaufen wurde auf einer 160 m langen Rundbahn.

## Medaillengewinner

### Männer
| Disziplin      | Gold                                                                    | Silber                                                                      | Bronze                                                                             |
| -------------- | ----------------------------------------------------------------------- | --------------------------------------------------------------------------- | ---------------------------------------------------------------------------------- |
| 50 m           | Erhard Maletzki (TuS Eving-Lindenhorst)                                 | Walter Mahlendorf (Hannover 96)                                             | Peter Bodschard (Kölner Turnerschaft von 1843)                                     |
| 400 m          | Albert Radusch (OSV Hörde)                                              | Manfred Poerschke (OSV Hörde)                                               | Otto Klappert (Schwarz-Gelb Unna)                                                  |
| 800 m          | Paul Schmidt (OSV Hörde)                                                | Horst Liell (Post-SV Trier)                                                 | Dieter Emmerich (SV Bayer 04 Leverkusen)                                           |
| 1500 m         | Edmund Brenner (SKV Eglosheim)                                          | Harald Mengler (TuS Eintracht Minden)                                       | Adolf Schwarte (LAV Menden)                                                        |
| 3000 m         | Heinz Laufer (Sportvg Feuerbach)                                        | Ludwig Müller (Weseler TV)                                                  | Berthold Kaffine (Sportfreunde Siegen)                                             |
| 55 m Hürden    | Bert Steines (Rot-Weiß Koblenz)                                         | Karl-Ernst Schottes (Rot-Weiß Koblenz)                                      | Günther Brand (TV Wetzlar)                                                         |
| 4 × 400 m      | OSV Hörde (Kurt Heise, Udo Waldheim, Albert Radusch, Manfred Poerschke) | Schwarz-Gelb Unna (Heinrich Fröhling, Fritz Hannig, Hermany, Otto Klappert) | Sportvg Feuerbach (Hans-Hermann Sonntag, Ralf Simon, Heinz Hoss, Wolfgang Fischer) |
| Hochsprung     | Theo Püll (LG 47 Viersen)                                               | Werner Bähr (VfL Wolfsburg)                                                 | Peter Stauch (Hamburger SV)                                                        |
| Stabhochsprung | Rudolf Zech (1. FC Nürnberg)                                            | Dieter Möhring (VfL Wolfsburg)                                              | Willi Reißmann (TV Fürth 1860)                                                     |
| Weitsprung     | Manfred Molzberger (SG 01 Olympia Oberberg)                             | Ronald Krüger (Polizei SV Kiel)                                             | Dietrich Richter (TG Schwenningen)                                                 |
| Dreisprung     | Hermann Strauß (TG Kitzingen)                                           | Herbert Pfeffer (SV Darmstadt 98)                                           | Hans-Jürgen Jenss (VfL Wolfsburg)                                                  |
| Kugelstoßen    | Hermann Lingnau (Hannover 96)                                           | Dietrich Urbach (TSV 1860 München)                                          | Helmut Diehl (TSV 1860 München)                                                    |

### Frauen
| Disziplin   | Gold                                                                           | Silber                                                                    | Bronze                                                                           |
| ----------- | ------------------------------------------------------------------------------ | ------------------------------------------------------------------------- | -------------------------------------------------------------------------------- |
| 50 m        | Inge Fuhrmann (SC Charlottenburg)                                              | Liesel Jakobi (ATSV Saarbrücken)                                          | Zenta Kopp (TSV 1860 München)                                                    |
| 800 m       | Nanny Schlüter (VfL Pinneberg)                                                 | Antje Braasch (TuS Alstertal)                                             | Margarete Buscher (LC Nordhorn)                                                  |
| 55 m Hürden | Erika Fisch (Hannover 96)                                                      | Zenta Kopp (TSV 1860 München)                                             | Anneliese Karl (PSV München)                                                     |
| 4 × 160 m   | Hannover 96 (Anneliese Schrader, Renate Marsch, Steffi Pachnicke, Erika Fisch) | Wuppertaler SV (Ilse Jäger, Maren Collin, Adeltraud Loer, Maria Jeibmann) | OSC Berlin (Isolde Beichler, Marianne Müller, Beate Rosenthal, Elfriede Bernard) |
| Hochsprung  | Ilia Hans (SpVgg Bissingen)                                                    | Marlene Mathei (ASV Köln)                                                 | Wilhelmine Schubert (1. FC Nürnberg)                                             |
| Weitsprung  | Liesel Jakobi (ATSV Saarbrücken)                                               | Renate Junker (Rheydter TV 1847)                                          | Inge Fuhrmann (SC Charlottenburg)                                                |
| Kugelstoßen | Marianne Werner (SC Greven 09)                                                 | Mathilde Hartl (TV Mallersdorf)                                           | Anne-Chatrine Lafrenz (LSV Gut Heil Lübeck)                                      |